# Глюкоманнан
Глюкоманнан (конжакоманнан, коньякоманнан, коннякоманнан) — полисахарид, относящийся к группе маннанов — биополимеров, при гидролизе дающих (в основном) маннозу. Глюкоманнаны разнообразны по массовым составам, но чаще всего под этим названием имеют в виду соединение, добываемое из корней растения конжак (аморфофаллус коньяк), и под действием кислоты или щёлочи гидролизующееся до Д-маннозы и Д-глюкозы в количественном соотношении 8:5.

## Регионы распространения
Редкое для американцев, европейцев и африканцев, это пищевое волокно широко распространено в употреблении среди жителей востока: Японии, Северной и Южной Кореи и Китая. Самое богатое глюкоманнаном растение — аморфофаллус коньяк, произрастающее в Азии.

## Химические и физические свойства
Глюкоманнан — полисахарид, 100%-ное пищевое волокно, состоящее из гемицеллюлозы (растворимой клетчатки). Он представляет собой очень длинные сильно переплетённые между собой нитеподобные макромолекулы. Строение глюкоманнана слабо изучено, однако можно утверждать, что нить полимера состоит из нерегулярно чередующихся остатков глюкозы и маннозы. Мономеры глюкоманнана, как и всех прочих природных полисахаридов, имеют D-конфигурацию.
При попадании в воду глюкоманнан набухает, образуя гелеподобную субстанцию и увеличиваясь в объёме до 200 раз. Глюкоманнан обладает самой высокой относительной молекулярной массой и вязкостью среди пищевых волокон. Обезвоженный конжаковый глюкоманнан имеет очень высокую плотность.

## Биологическое значение, переваривание человеком

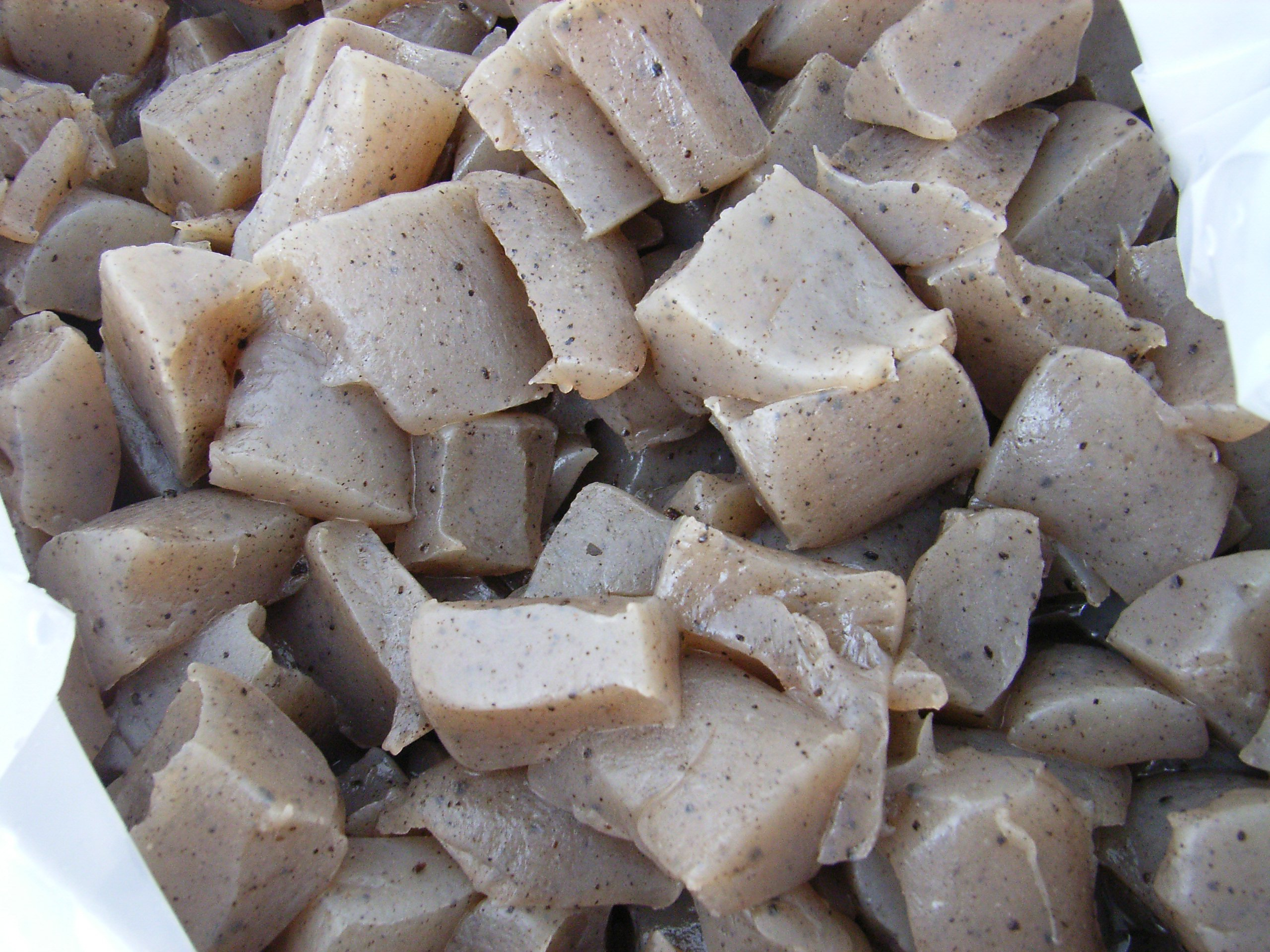
Конняку

- Как и целлюлоза, глюкоманнан не переваривается ферментами человеческого организма. Однако микроорганизмы, которые населяют кишечник и составляют основу внутренней среды человека, способны к полному разложению этого полимера. Таким образом, глюкоманнан поддерживает жизнедеятельность кишечной микрофлоры.
- В желудочно-кишечном тракте глюкоманнан набухает и увеличивает вязкость содержимого ЖКТ, тем самым поддерживая его активность.
- Благодаря свойству набухания глюкоманнан, принятый за 30—45 минут до еды, притупляет чувство голода и даёт ощущение наполненности желудка[источник не указан 825 дней]. Это свойство глюкоманнана сделало его широко известным по всему миру БАДом, применяемом для похудения[источник не указан 825 дней].

## Применение

### Диетология
Применение глюкоманнана в странах Азии насчитывает многолетнюю историю, тогда как в Европе и Америке оно получило применение лишь в середине двадцатого века. Диетологи назначают глюкоманнан в качестве биологически активной добавки пациентам с ожирением.

### Кулинария
Глюкоманнан изредка используется в кулинарии в качестве загустителя — альтернативы крахмалу. Кроме того, из глюкоманнана получают популярную на востоке лапшу ширатаки, имитирующую обыкновенную, но лишённую калорийности.